# Дерій Жанна Володимирівна
Дерій Жанна Володимирівна – докторка економічних наук, професорка, завідувачка кафедри економіки, обліку і оподаткування  Національного університету «Чернігівська політехніка», викладачка, науковець, дослідниця в галузі екології та громадська діячка.

## Освіта
Закінчила  Київський інститут народного господарства, де отримала кваліфікацію «економіст».
Наступний етап навчання -  Чернігівський національний технологічний університет - кваліфікація «магістр промислової екології».
2007 року захистила кандидатську  дисертацію з теми «Економічний розвиток транспортно-підприємницького комплексу прикордонних територій» (Київський університет економіки і технологій транспорту), спеціальність «економічні науки» та отримала науковий ступінь «кандидат економічних наук».
2013 року в рамках проекту TEMPUS IEMAST проходила стажування у  Королівському технологічному університеті (Стокгольм). Брала участь у розробці внутрішньо університетської програми забезпечення якості освіти.
2015 року захистила докторську дисертацію з теми «Регіональний імператив капіталізації людського потенціалу» (Донецький державний університет управління), спеціальність: економічні науки; демографія, економіка праці, соціальна економіка та політика» й отримала науковий ступінь «доктор економічних наук».

## Викладацька діяльність
Викладає дисципліни: «Економіка підприємства», «Управління витратами», «Управління прибутком», «Екологія міських поселень», «Управління та поводження з відходами», «Економічна діагностика», «Управління змінами та розвитком», «Корпоративна соціальна відповідальність».
Член робочої групи щодо забезпечення освітніх програм за спеціальністю 051 «Економіка».
Проводить лекції, заняття, тренінги для здобувачів першого (бакалаврського) рівня вищої освіти спеціальності 051 «Економіка» всіх форм навчання .
Надає методичні рекомендації щодо виконання кваліфікаційних робіт здобувачів другого (магістерського) рівня вищої освіти спеціальності 051 «Економіка» освітньої програми «Економіка довкілля і природних ресурсів» всіх форм навчання .
Здійснює еколого-економічний аналіз інвестиційних проектів : надає методичні вказівки до практичних занять та самостійної роботи галузі знань 05 «Соціальні та поведінкові науки» для всіх форм навчання .

## Науково-дослідницька робота
Напрями наукової діяльності: розвиток людства; дослідження й експериментальні розробки у сфері суспільних і гуманітарних наук; дослідження кон'юнктури ринку та виявлення громадської думки.
Предметні категорії: вища освіта, бізнес, економіка, комп’ютерні науки, екологія.
2024 року, грудень – бере участь в обговоренні питань щодо подальшої роботи Наукового парку  Львівського національного університету імені Івана Франка з теми «Інновації та підприємництво», про кроки можливої співпраці та реалізацію спільних ініціатив наукових установ .
2024 року, грудень – учасниця робочої профільної групи щодо розробки проекту «Стратегії розвитку Чернігівської області та Регіонального плану поводження з відходами» спільно з  Департаментом екології та природних ресурсів Чернігівської ОДА
.
2024 року, жовтень – учасниця Міжнародної науково-практичної конференції «Збалансоване природокористування: традиції, перспективи та інновації», доповідь з теми «Вплив воєнних дій на стан довкілля громад Чернігівської області» (Інститут агроекології і природокористування НААН України).
2024 року, квітень  – учасниця Міжнародної науково-практичної конференції «Сучасна освіта: філософські, соціально-економічні, поведінкові аспекти», секція «Теоретико-методичні аспекти сучасної освіти», доповідь з теми «Проєктно-орієнтований підхід у підготовці здобувачів вищої освіти» .
Напрацювання та публікації
Автор близько 240 друкованих робіт: підручники, монографії, статті, дослідження, рекомендації. Серед яких:
- Управління муніципальними відходами в контексті імплементації угоди "Україна – ЄС" та орієнтирах сталого розвитку [Електронний ресурс] / Ж. Дерій, О. Дерій // Проблеми і перспективи економіки та управління. - 2021. - № 3. - С. 7-18 [8].

- Соціально-економічні аспекти молодіжної політики громад у контексті децентралізації [Електронний ресурс] / Ж. Дерій, М. Захаріна, А. Прайм // Проблеми і перспективи економіки та управління. - 2021. - № 2. - С. 108-114 [9].

- Впровадження концепції циркулярної економіки: проблеми та перспективи [Електронний ресурс] / Ж. Дерій, Н. Бутенко, Т. Зосименко // Проблеми і перспективи економіки та управління. - 2021. - № 1. - С. 54-62 [10].

- Стратегічні напрями цифровізації АПК України [Електронний ресурс] / Ж. В. Дерій, Н. В. Конопля, А. Меметов // Науковий вісник Херсонського державного університету. Серія : Економічні науки. - 2021. - Вип. 44. - С. 24-29 [11].

- Сучасні проблеми водокористування в контексті парадигми сталого розвитку [Електронний ресурс] / Ж. Дерій, Н. Шадура-Никипорець, М. Юрченко // Проблеми і перспективи економіки та управління. - 2021. - № 4. - С. 92-101 [12].

Певний час Жанна Володимирівна співпрацювала з Українським журналом прикладної економіки, журналом "Проблеми і перспективи економіки та управління".

## Громадська діяльність
2024 року, липень - заступниця голови Ради з розвитку громади з питань громадської діяльності  в партнерстві з Міжнародною організацією з міграції (МОМ).
2024, січень - як представниця ГО «Чернігів Європейський» Жанна Дерій співпрацює з програмою CLEAR, яку Global Communities реалізує в Україні.
2023, жовтень – спікерка трьох інформаційних сесій «Як притягнути рф до відповідальності за воєнні злочини проти довкілля: правовий аспект і роль громад» (БФ «Право на захист»).
2023 року, липень - учасниця екохакатону та слухачка літньої школи «Механізми захисту природи в умовах війни» (у рамках проєкту «Разом за екологічну демократію, справедливість та верховенство права в Україні» за фінансової підтримки ЕПЛ та Уряду США).